# Ben Sasse
Benjamin Eric Sasse, dit Ben Sasse, né le 22 février 1972 à Plainview (Nebraska), est un homme politique américain, membre du Parti républicain et sénateur du Nebraska au Congrès des États-Unis de 2015 à 2023.
Considéré comme un conservateur religieux, il affiche une certaine indépendance à l'égard du président Donald Trump durant sa présidence.

## Biographie

### Carrière privée
Diplômé des universités Harvard et Yale, Ben Sasse devient président de l'université Midland à Fremont, dans le Nebraska, en 2010.

### Sénat des États-Unis

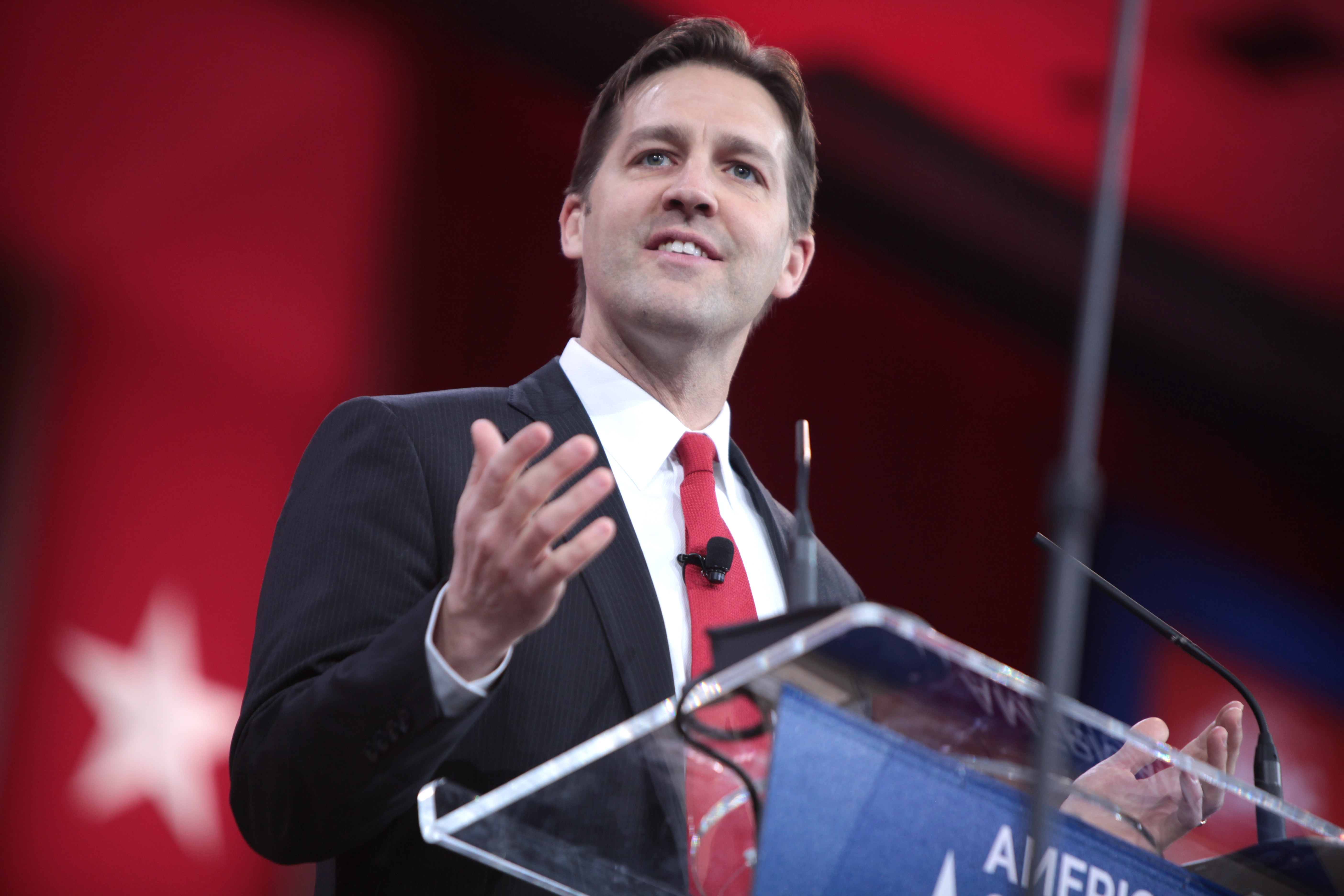
Ben Sasse à la Conservative Political Action Conference (CPAC) de 2015.

Il se présente au Sénat des États-Unis lors des élections de mi-mandat de 2014. Soutenu notamment par des figures du Tea Party, il remporte la primaire républicaine avec 49 % des voix, loin devant le banquier Sid Dinsdale et le trésorier de l'État Shane Osborn qui rassemblent chacun environ 20 % des suffrages. Le 4 novembre 2014, il est élu sénateur des États-Unis pour le Nebraska par 64,3 % des voix face au démocrate Dave Domina (31,5 %), dans un contexte très favorable aux républicains. Il entre en fonction le 3 janvier 2015.
Lors des primaires présidentielles de 2016, il ne soutient aucun candidat mais apparaît aux côtés des sénateurs Ted Cruz et Marco Rubio. Il annonce en février 2016 qu'il ne compte pas voter pour Donald Trump, même si celui-ci obtient l'investiture du Parti républicain. Après que Trump remporte les primaires, il maintient cette position, ce qui lui vaut des critiques de nombreux électeurs et élus républicains,. Il est alors considéré comme l'un des principaux opposants à Trump au sein du parti. Certains républicains vont jusqu'à lui demander de se présenter à l'élection présidentielle en tant qu'indépendant, ce qu'il refuse de faire. Il vote finalement pour Mike Pence, en candidat write-in.

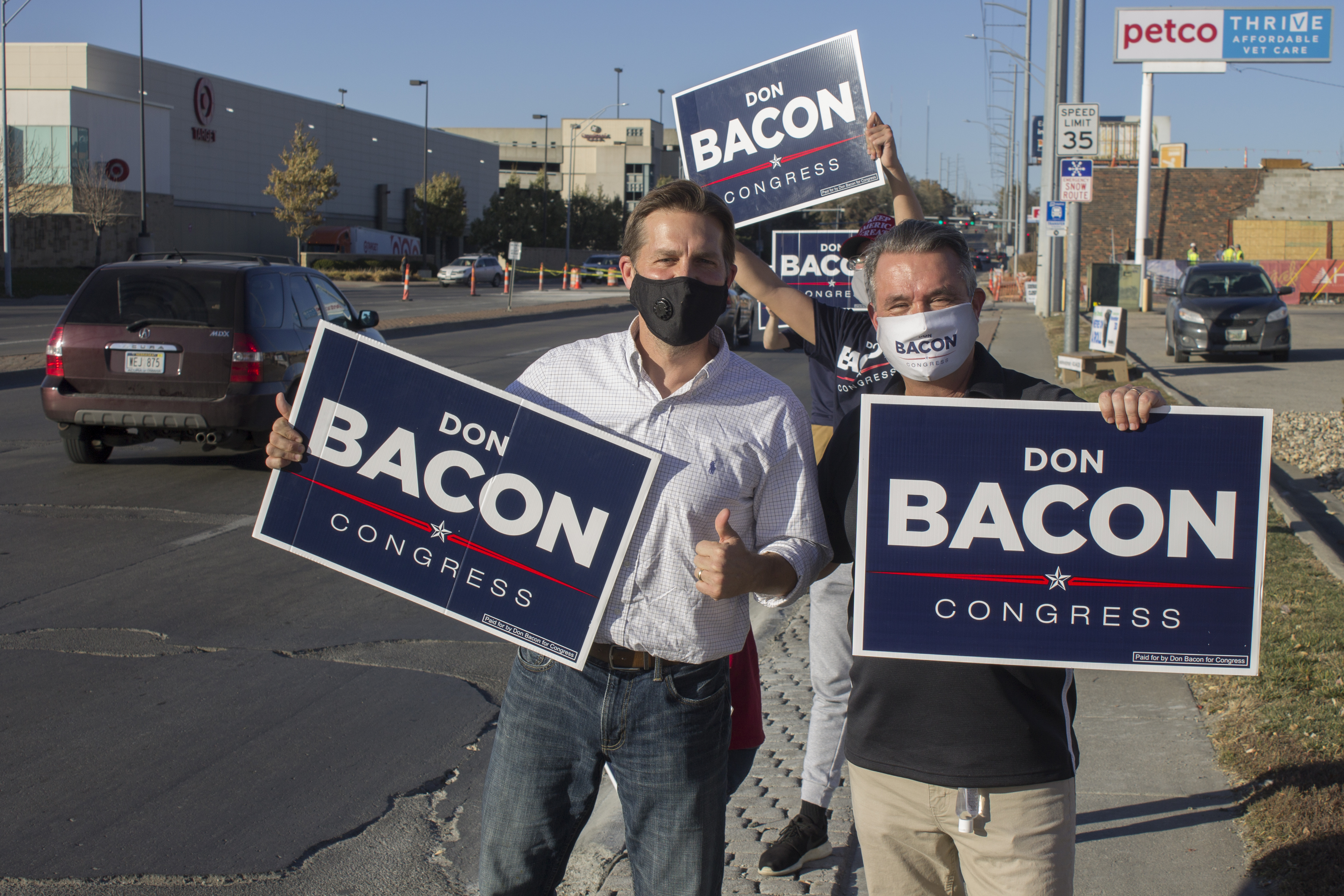
Sasse en 2020, faisant campagne au côté de Don Bacon à Omaha.

Après la victoire de Trump et en vue de l'élection présidentielle de 2020, Sasse affiche publiquement l'ambition de concourir face au président lors des primaires républicaines. Il n'est finalement pas candidat et se montre moins critique du président à l'approche du scrutin,, estimant en particulier avoir créé une relation de travail avec ce dernier, dont il salue généralement les choix politiques conservateurs mais se distancie quant à la forme. Soutenu par Trump, il remporte sa primaire sénatoriale en mai 2020 avec environ 75 % des voix, face à un candidat pro-Trump peu connu. Il est aisément réélu au Sénat avec 62,7 % des voix lors des élections de novembre 2020, face au démocrate Chris Janick (24,4 %).
Alors que la pandémie de Covid-19 fait rage, il renouvelle cependant ses critiques vis-à-vis du président, ce qui déplaît à ce dernier, qui le qualifie de Republican In Name Only sur Twitter ; certains prêtent à Sasse l'intention de se présenter à la présidentielle de 2024. Dans un enregistrement divulgué par le média conservateur Washington Examiner en octobre 2020, il critique sévèrement Donald Trump, déclarant que celui-ci est « médiocre, pas seulement en tant que républicain mais en tant qu'Américain », évoquant « la façon dont il traite les femmes et dont il jette l'argent par les fenêtres [...]. Il se moque des évangéliques dans leur dos, sa famille a profité de la présidence comme une opportunité commerciale, il a flirté avec les suprémacistes blancs » et condamnant encore sa gestion de la pandémie et sa politique étrangère,. En décembre suivant, il dénonce les parlementaires républicains refusant de reconnaître la victoire de Joe Biden à l'élection présidentielle, les qualifiant d'« incendiaires institutionnels » (« institutional arsonist members of Congress »). Il ajoute : « Nous avons un groupe de politiciens ambitieux qui pensent qu'il existe un moyen rapide de puiser dans la base populiste du président sans causer de réels dommages à long terme ».
Dès le 8 janvier 2021, il déclare qu'il examinera les éventuels articles de destitution amenés au Sénat par la Chambre des représentants. Le 27 janvier, il est l'un des cinq sénateurs républicains à voter pour tenir le procès de destitution le 9 février.
Ben Sasse est l'un des sept sénateurs républicains à voter avec les 50 sénateurs démocrates pour la condamnation de Donald Trump lors du second procès en destitution de ce dernier au Sénat, qui se termine par l'acquittement de l'ex-président, prononcé le 13 février 2021, la majorité des deux tiers n'ayant pas été atteinte. Les six autres républicains qui votent pour la condamnation sont Susan Collins (Maine), Lisa Murkowski (Alaska), Mitt Romney (Utah), Pat Toomey (Pennsylvanie), Richard Burr (Caroline du Nord) et Bill Cassidy (Louisiane). Après l'acquittement, la présidente de la Chambre des représentants des États-Unis Nancy Pelosi déclare : « Je salue les sénateurs républicains qui ont voté selon leur conscience et pour notre pays. Le refus des autres sénateurs républicains de tenir Trump pour responsable d'avoir déclenché une violente insurrection pour s'accrocher au pouvoir sera considéré comme l'un des jours les plus sombres et des actes les plus déshonorants de l'histoire de notre nation ».
À l'automne 2022, le conseil d'administration de l'Université de Floride le choisit pour devenir président. Il démissionne du Sénat le 8 janvier 2023 où il est remplacé par l'ancien gouverneur du Nebraska Pete Ricketts,.

### Université de Floride
Ben Sasse devient président de l'Université de Floride le 6 février 2023. Le 18 juillet 2024, il annonce sa démission, mettant en avant les problèmes de santé de son épouse. Quelques semaines après l'annonce de sa démission, il est révélé que, durant son mandat, le budget de la présidence a très largement augmenté et le nombre d'employés de son bureau a été triplé pour y inclure plusieurs de ses anciens collaborateurs du Sénat.

## Publication
- (en) The Vanishing American Adult, New York, St. Martin's Press, 2017.